# Heteromeringia didyma
Heteromeringia didyma är en tvåvingeart som beskrevs av Mitsuhiro Sasakawa 1966. Heteromeringia didyma ingår i släktet Heteromeringia och familjen träflugor. Inga underarter finns listade i Catalogue of Life.